# Jean Dion
Pour les articles homonymes, voir Dion.
Jean Dion, né le 21 novembre 1962, est un journaliste et chroniqueur sportif québécois, publié dans le quotidien Le Devoir. Ses chroniques s'éloignent en fait souvent du sport pour traiter de société et de politique. Elles se distinguent par un humour constant caractérisé par un ton de badinerie, par l'exploitation ludique du lieu commun et par une virtuosité linguistique qui le fait mélanger allègrement tous les niveaux de langue, depuis le plus littéraire jusqu'au plus populaire.
Depuis 2011, il collabore à l'émission Dessine-moi un dimanche sur ICI Première.

## Biographie
Jean Dion signe ses premiers articles dans Le Devoir en juillet 1992 à titre de reporter aux informations générales, après quoi il sera correspondant parlementaire à Ottawa pendant trois ans. À partir du 21 septembre 1996, il tient une chronique intitulée Hors-jeu. Le 8 septembre 2005, il change le nom de sa chronique pour l'appeler plutôt Et puis euh,  choix qu'il explique en ces termes : « Et quoi de mieux pour rendre le fond de l'air du temps que ce bout de phrase typique, cette transition dans la vacuité, ce tremplin vers une nouvelle idée aussi insignifiante que la précédente, Et puis euh? Pas une entrevue de sportif, d'expert, pas une intervention d'amateur qui n'en soit parée comme d'un leitmotiv (c'est beau, hein?). "Écouteeeee, j'pense que définitivement la game et puis euh", vous, c'est votre affaire, mais moi, ça me fout des trémolos drette là. » (Le Devoir, 8 septembre 2005)  
Titulaire d'un baccalauréat en sciences politiques de l'Université de Montréal, Jean Dion a fait un bref passage à La Presse (comme stagiaire, en 1991) et à La Tribune de Sherbrooke au début de sa carrière.

## Publications
- Les Voix dans la machine (1985), nouvelle de science-fiction.

## Honneurs
Le Conseil supérieur de la langue française du Québec lui a décerné le prix Jules-Fournier en 2004 « pour son style original, plein de verve et d'humour, pour sa maîtrise de la langue écrite et pour son talent de narrateur ».
Le groupe musical Avec pas d'casque a tiré son nom d'une expression utilisée par Jean Dion pour décrire un hockeyeur évoluant sans casque protecteur.
Le site Internet (et maintenant l'émission de radio) Sportnographe, qui se veut une satire des médias sportifs québécois, a baptisé sa baladodiffusion Pod'casque, aussi en hommage à Dion. Ce dernier y fait sa chronique hebdomadaire, qui porte actuellement le nom de WikipéDion, en hommage à Wikipédia.
Les chroniques de Jean Dion sont publiées le mardi, le jeudi et le samedi dans Le Devoir.
La chronique WikipéDion fait partie de l'émission Sportnographe; diffusée les vendredis sur les ondes de la Première Chaîne de Radio-Canada. Un loustic a déjà affirmé que Jean Dion est au carrefour intellectuel du regretté Jacques Beauchamp et de Jean-Paul Sartre.

## Extraits des chroniques de Jean Dion
- « À l'intention de ceux qui n'ont pas suivi le hockey professionnel entre 1997, grosso modo, et 2004 parce que c'était bien trop plate ou parce qu'ils étaient occupés à planifier puis à réaliser les défis du nouveau millénaire, précisons que le N.Y. Rangers a été affligé, au long de cette période, par une sous-productivité chronique par rapport à la rémunération collective de sa force de travail. Or se dit d'un club qui dépense sans se dépenser : il reçoit en pleine poire un coup de masse salariale. Cela ne peut cependant plus se produire, à cause du nouveau hockey. Une histoire de plafond, qui constitue un véritable mur pour tous les clubs, dont plusieurs, s'ils gèrent mal leur patente, visitent le plancher. » (Le Devoir, 24 avril 2007)
- « Nous connaissons tous plein de gens qui possèdent une tonne de talent et s'en tirent à merveille sans vraiment faire d'efforts, ou alors sont beaux et pognent d'aplomb pendant que les ordinaires doivent déployer des trésors d'imagination pour seulement commencer d'espérer avoir l'ombre du reflet d'une chance de séduire, et encore de séduire un-e autre ordinaire. Cette méconception provient d'une idée fumeuse, la plus grande menterie de l'histoire de l'humanité, qui veut que tous soient égaux. » (Le Devoir, 26 avril 2007)
- « "C'est bien l'humain, ça", a relaté l'individu par la poste. "Son mot préféré est 'déguédine'. Jamais content, et pressé de ne pas l'être. Vous aurez remarqué que l'humain dit tout le temps qu'il veut voir ça avant de mourir. Ce qu'il ne sait pas, le sot, c'est qu'en courant sans arrêt, il s'expose à un décès prématuré et diminue d'autant ses chances de voir ça. Il doit être aussi pressé de crever, ça ne m'étonnerait pas de lui. N'importe quoi en autant que ça se fasse là, là." » (Le Devoir, 28-29 avril 2007)
- « Les Romains de l'Antiquité, il faut le dire, étaient plutôt bizarres. Ils utilisaient des lettres pour faire des chiffres, avec la confusion que la chose suscitait. Tenez, à l'époque, il y avait un jeu télévisé intitulé Des lettres et des lettres. Or, quand arrivait le temps de jouer aux lettres, au mot le plus long, mettons qu'un candidat demandait une consonne et obtenait un L. Son adversaire disait "voyelle" et obtenait un I. Ensuite, voyelle : I. Inévitablement, les participants se regardaient d'un air ahuri et finissaient par interroger l'animateur : "Vous êtes sûr que c'est pas des chiffres, ça?" L'animateur répondait que non, mais il se trouvait toujours un joueur pour, après réflexion réglementaire de VL secondes, proposer "51", alors que l'autre donnait "48". Le gars du 48 disait alors qu'il avait utilisé plus de lettres/chiffres en faisant IIL que le gars du 51 avec son LI. Le gars du 51 répliquait que 51 était certainement plus haut que 48, que de toute façon on était en train de jouer aux lettres et que IIL n'est même pas un mot alors que LI désigne une mesure itinéraire chinoise acceptée au Scrabble, le gars du 48 criait : "Et ta sœur, Caïus, elle sait que X c'est dix mais que DIX c'est 509?" et la bataille pognait. » (Le Devoir, 17 mai 2007)
- « Ailleurs dans l’actualité, la dernière fois qu’on a regardé, l’économie des États-Unis se portait à merveille, il n’y avait plus de guerres dans le monde connu et la planète refroidissait alors même que les enfants étaient autorisés à jouer dans un carré de sable bitumineux. » (Le Devoir, 27 juin 2012)